# Time Twist: Rekishi no Katasumi de...
Time Twist: Rekishi no Katasumi de... (タイムツイスト 歴史のかたすみで…?) è un videogioco d'avventura sviluppato da Pax Softnica e pubblicato nel 1991 da Nintendo per Nintendo Entertainment System. Distribuito esclusivamente in Giappone come due dischi per Famicom Disk System, il gioco presenta temi adulti come la religione, il nazismo e lo schiavismo.

## Trama
Il protagonista è un ragazzo che vive nella Tokyo del 1995 che si troverà a effettuare numerosi viaggi nel tempo per riottenere il suo corpo rubatogli da un demone.